# Samanta Tīna
Samanta Tīna, pseudonimo di Samanta Poļakova (Tukums, 31 marzo 1989), è una cantante lettone.
Avrebbe dovuto rappresentare la Lettonia all'Eurovision Song Contest 2020 con il brano Still Breathing, ma in seguito all'annullamento dell'evento a causa della pandemia di COVID-19 è stata riconfermata come rappresentante nazionale all'edizione del 2021, dove ha cantato The Moon Is Rising.

## Biografia

### 2010-2012: Gli inizi
Samanta Tīna si è fatta conoscere al grande pubblico nel 2010, vincendo il talent show O!Kartes akadēmija, che le ha garantito una borsa di studio per il British and Irish Modern Music Institute di Londra. L'anno successivo ha partecipato al festival Golden Voices tenutasi in Moldavia, in occasione del quale ha vinto il premio Moldovan Cup.
Nel 2012 ha partecipato al Slavianski Bazaar a Vicebsk. Nel primo giorno della manifestazione si è esibita con il brano folk Auga, auga Rūžeņa, mentre il giorno successivo si è esibita con il brano russo Gde-to daleko. Alla fine della manifestazione si è classificata seconda con 197 punti.

### 2012-2019: Selezioni per l'Eurovision
Il 1º dicembre 2011 Samanta Tīna è stata confermata come una dei concorrenti di Eirodziesma 2012, la selezione per la scelta del rappresentante lettone per l'Eurovision Song Contest. L'artista ha partecipato con due brani: I Want You Back in duetto con Dāvids Kalandija, e For Father come solista. Con I Want You Back ha raggiunto la finale, classificandosi al secondo posto.
Nel 2013 ha partecipato nuovamente alla selezione eurovisiva lettone, questa volta rinominata in Dziesma, con il brano I Need a Hero. Dopo aver superato le semifinali, è riuscita ad accedere alle serata finale, dove si è classificata nuovamente seconda. Ha partecipato anche all'edizione del 2014 di Dziesma, proponendo la canzone Stay. Superate le semifinali, è riuscita ad accedere alla superfinale a tre, finendo terza.
Samanta Tīna ha preso parte alla terza edizione di Lietuvos balsas, la versione lituana del talent show The Voice. Alle audizioni si è esibita con il brano I Wanna Dance with Somebody (Who Loves Me) di Whitney Houston, ed è entrata a far parte del team capitanato da Merūnas Vitulskis. Dopo aver superato i duelli ha acceduto ai live, dove è riuscita ad arrivare fino alle semifinali prima di essere eliminata.
Nel 2016 Samanta Tīna è stata confermata fra i concorrenti di Supernova, il nuovo format di selezione eurovisiva lettone, con i brani We Live for Love e The Love Is Forever. Con la seconda canzone è riuscita ad accedere alla semifinale, ma ha finito per ritirarsi dalla competizione.
L'anno successivo ha preso invece parte alla selezione lituana con il brano Tavo oda, in collaborazione con il cantante Tadas Rimgaila, non riuscendo però a superare i quarti di finale, mentre nel 2019 è tornata a Supernova con il brano Cutting the Wire, dove è finita settima nella serata finale.

### Eurovision Song Contest 2020 e 2021
Nel 2020 Samanta Tīna ha partecipato per la terza volta a Supernova presentando il brano Still Breathing, scritta da lei in collaborazione con Aminata Savadogo. Dopo aver superato le audizioni, ha acceduto alla finale dell'8 febbraio, riuscendo a vincere il voto del pubblico e diventando di diritto la rappresentante nazionale all'Eurovision Song Contest 2020 a Rotterdam, nei Paesi Bassi. Tuttavia, il 18 marzo 2020 l'evento è stato cancellato a causa della pandemia di COVID-19. Il successivo 16 maggio è stato annunciato che la cantante è stata riconfermata come rappresentante lettone all'Eurovision Song Contest 2021. Il suo nuovo brano eurovisivo, The Moon Is Rising, è stato pubblicato a marzo 2021. Nel maggio successivo, Samanta Tīna si è esibita nella seconda semifinale eurovisiva, piazzandosi all'ultimo posto su 17 partecipanti con 14 punti totalizzati e non qualificandosi per la finale.

## Discografia

### Album in studio
- 2023 – Vēstule tev

### Singoli
- 2012 – I Want You Back (con Dāvids Kalandija)
- 2012 – For Father
- 2013 – I Need a Hero
- 2014 – Stay
- 2015 – Čërnaja vorona
- 2016 – We Live for Love
- 2016 – The Love Is Forever
- 2016 – Kāds trakais mani uzgleznos
- 2017 – Tavo oda (con Tadas Rimgaila)
- 2017 – Vējš bungo klavieres
- 2017 – Pietiks
- 2019 – Cutting the Wire
- 2019 – Vilku bars
- 2019 – Still Breathing
- 2019 – Pirmais sniegs
- 2020 – I Got the Power
- 2020 – Mēs vairs nē
- 2020 – Tikai romāns
- 2021 – The Moon Is Rising
- 2021 – I'm the Woman
- 2021 – Nemaz nemaz
- 2022 – Vēstule tev
- 2023 – All of Me/Atdevu visu tev
- 2023 – Femme fatale
- 2024 – Dzenos sev līdzi
- 2024 – Nav nevienas saules
- 2024 – Ai, tu manu skaļu balsi

### Collaborazioni
- 2021 – Plāksteris (Singapūras Satīns feat. Samanta Tīna)